# Union centrale des beaux-arts appliqués à l’industrie
L’Union centrale des beaux-arts appliqués à l’industrie est fondé à Paris, au 15, place Royale (aujourd'hui place des Vosges), par un groupe d'industriels conduit par Jean-Baptiste-Amédée Couder (1797-1864), Jules Klagmann et Édouard Guichard (1815-1889) sur le modèle du South-Kensington Museum, devenu le Victoria and Albert Museum.

## Historique
Jusqu'au XVIIIe siècle, l'art ne peut s confondre avec l'artisanat. L'Académie royale de peinture et de sculpture avait été fondée par un groupe de peintres et de sculpteurs pour sortir de la tutelle de la corporation des peintres, doreurs, sculpteurs et vitriers de Paris, s'affirmer comme des artistes et faire sortir la peinture et la sculpture des arts mineurs et leur donner un statut équivalent à celui des arts libéraux. On emploie alors l'expression « arts et métiers » pour désigner ce savoir faire artisanal et manufacturier utilisé dans l'ameublement, la céramique, l’orfèvrerie et la joaillerie, les textiles.
Comme le remarque Paul Mantz dans son article paru en 1865 sur l'enseignement avant la Révolution, l'école où s'enseignait alors l'art de l'ornement était l'apprentissage dans un atelier. Cet apprentissage se faisait auprès d'un maître reconnu par sa corporation. L'accès à la maîtrise était long et coûteux. Le nombre de maîtres appartenant à une corporation était limité. Plusieurs essais pour développer la formation des ouvriers et l'accès à la maîtrise en dehors des corporations ont été tentés.
L’abolition des corporations par le décret d'Allarde et la loi Le Chapelier, en 1791, a fait disparaître l'organisation traditionnelle des métiers. Pour certains critiques, cela a entraîné une désorganisation et le manque de goût. Pierre-Jean-Baptiste Chaussard critique dans son livre Essai philosophique sur la dignité des arts la position consistant à considérer l'art comme un ornement et non comme étant à la base de la société. En 1794, l’abbé Grégoire avait proposé la création d'un musée-école pour les artisans, et donne naissance au futur Conservatoire national des arts et métiers.
C'est le développement de la mécanisation, l'apparition de nouvelles technologies au début du XIXe siècle, prémices de la révolution industrielle, et les transformations matérielles et sociales du monde qui vont conduire à cette rencontre de l'art et de l'industrie pour créer ce qui est appelé à cette époque arts industriels.
Entre 1798 et 1849 s'est tenu à Paris des Expositions des produits de l'industrie française afin « d'offrir un panorama des productions des diverses branches de l'industrie dans un but d'émulation ». L’exposition de 1849 s'intitulait Exposition Nationale des produits de l'industrie agricole et manufacturière. Après avoir visité cette exposition l'Anglais Henry Cole, membre de la Société royale pour l’encouragement des arts, des manufactures et du commerce, a eu l'idée d'une exposition pour présenter les productions artisanales et industrielles du monde entier. Il a obtenu le soutien du prince Albert.
En 1845 est fondée la Société de l’art industriel sous la direction de l’ornemaniste Jean-Baptiste-Amédée Couder (1797-1864), secondé par le sculpteur Jules Klagmann et par Édouard Guichard, architecte-décorateur pour l’industrie textile. Ces artistes industriels tentent de faire reconnaître leurs droits et à signer leurs créations et à participer aux Salons des beaux-arts.
En 1851, se tient à Londres la Great Exhibition of the Works of Industry of all Nations (grande exposition universelle des travaux de l'industrie de toutes les nations). Le succès de l'exposition permet de créer en 1852 le  Museum of Manufactures à Marlborough House, ou musée de South-Kensingston, grâce au bénéfice dégagé par l'exposition universelle et qui est un musée d'arts appliqués, d'arts décoratifs et de design. À l'issue de l'exposition, le comte de Laborde, membre de la Commission française de l’Exposition universelle de Londres, est chargé de « rendre compte au Gouvernement français des progrès des beaux-arts des nations concurrentes attestés par l’exposition, et aussi présenter [ses] vues sur les moyens de perfectionnement suggérés par ce parallèle ». Son rapport est publié au début de 1857 dans le tome 8 des Travaux de la Commission française sur l'industrie des nations de l'Exposition universelle de 1851.
En 1852, le Comité central des artistes et des artistes industriels réunissant 126 artistes adressent un placet à Louis-Napoléon Bonaparte, président de la République, dans lequel ils affirment la fonction sociale de l'art qui ne peut pas être considéré comme un luxe inutile. Grâce aux progrès de l'industrie et à la mécanisation, l'art peut faire partie du quotidien des classes laborieuses. Il est nécessaire d'organiser cette osmose entre l'art et l'industrie en créant une École centrale des beaux-arts appliqués à l'industrie et en organisant des exposition spéciales pour les artistes industriels et la création d'un musée consacré aux beaux-arts industriels.
La Société de l’art industriel a pris en 1858 le nom de Société du Progrès de l'Art industriel. Théodore Labourieu est le secrétaire de la société. Par l’entremise du baron Taylor, la Société obtient en 1861 le droit d'organiser une exposition au Palais de l'Industrie. Cette exposition n'est pas un succès. La suivante est organisée en 1863.  La Commission d'organisation de l'exposition des beaux-arts appliqués à l’industrie est présidée par Édouard Guichard. L'exposition comprend trois parties : 1-Exposition rétrospective, 2-Époque moderne, 3-Écoles de dessin. Elle attire 200 000 visiteurs et fait un bénéfice de 25 000 francs qui est reversé à la Caisse de secours des inventeurs et artistes industriels. La Commission d'organisation de l'exposition obtient d'utiliser le Palais de l'Industrie pour celle de 1865. La Société du Progrès de l'Art industriel cesse son activité en 1864. La Commission d'organisation de l'exposition des beaux-arts appliqués à l’industrie de 1863 reçoit une médaille des 700 axposents et adhérents le 13 janvier 1864 ainsi que le mandat de fonder une institution utile et durable. Après le succès de l'exposition de 1863 la fondation de l'Union centrale des beaux-arts appliqués à l'industrie est décidée pour assurer la primauté du « goût français » par l'innovation et la qualité esthétique de la production industrielle grâce au concours d’artistes et d’industriels formés par l'enseignement du  dessin, la fréquentation des musées et des expositions d’arts décoratifs. 
Dans l'article 1 de ses statuts, la Commission décide alors de créer à ses risques et périls l’Union centrale des beaux-arts appliqués à l’industrie et elle-même devient son Comité d'organisation. Dans l'article 2 il est précisé que la société est fondée à Paris et doit organiser :
1- un musée rétrospectif et contemporain ;
2- une bibliothèque d'art ancien et moderne ;
3- des cours spéciaux, des lectures et des conférences publiques ayant rapport avec l'art appliqué, des entretien destinés aux artistes et aux ouvriers qui veulent unir le beau à l'utile ;
4- des concours entre les artistes français et entre les diverses écoles de dessin et de sculpture de Paris et des départements ;
5- des expositions de collections particulières présentant de belles applications de l'art à l'industrie.
L’État soutient une politique d’encouragement à l’art industriel. L'Union centrale des beaux-arts appliqués à l’industrie est autorisée par décret ministériel le 6 juillet 1864 et par arrêté préfectoral le 3 août 1864.  
Elle est formellement organisée et ouverte le 20 septembre 1864. Édouard Guichard en est le président. Jean-Léon Gérôme est le conservateur du musée rétrospectif et contemporain. L'Union centrale a créé en 1865 un Conseil manufacturier des industries d’art composé par les représentants des chambres syndicales parisiennes pour représenter les industries d’art et promouvoir l’art industriel en France. Ce conseil doit permettre d'associer les représentants des industries d’art au développement des arts appliqués à l’industrie et soutenir la production artistique et industrielle en associant artistes, artisans et industriels. Il a joué un rôle important dans l’organisation de l'exposition de 1865.
La 2e exposition est organisée en 1865, la 3e exposition en 1869. ea
La guerre franco-allemande de 1870 a entraîné la cessation de ses activités. Elle est reconstituée en janvier 1874.

Union centrale des Beaux-Arts appliqués à l'industrie. 6° exposition - 1880
affiche de Jules Chéret

Après cette refondation, le Palais de l'Industrie a été mis à la disposition de l'Union centrale pour y organiser la 4e exposition en 1874 qui est inauguré par le président de la République, le 10 août. Le Bulletin de l'Union centrale est créé en 1874. En 1875, l'Union centrale des beaux-arts appliqués à l'industrie installe son musée et sa bibliothèque 3, place des Vosges.
La 5e exposition est organisée entre le 10 août et le 10 novembre 1876 et la 6e exposition du 31 juillet au 15 novembre 1880.
Une Société du musée des Arts décoratifs est créée en mai 1877. Elle est placée sous la haute présidence du duc d'Audiffret-Pasquier, président du Sénat. Cette société concurrence l'Union centrale des beaux-arts appliqués à l’industrie et l'État lui a concédé le pavillon de Flore au palais du Louvre.
La Société du musée des Arts décoratifs et l'Union centrale des beaux-arts appliqués à l'industrie fusionnent en mars 1882, pour donner naissance à l'Union centrale des arts décoratifs (UCAD), présidée par Antonin Proust.